# Ла Сеиба (Чемас)
Ла Сеиба (шп. La Ceiba) насеље је у Мексику у савезној држави Јукатан у општини Чемас. Насеље се налази на надморској висини од 25 м.

## Становништво
Према подацима из 2005. године у насељу је живело 20 становника.

### Хронологија
| Година       | 2000         | 2005 |
| ------------ | ------------ | ---- |
| Становништво | 31 (16 / 15) | 20   |

### Попис
| # | Индикатор                        | Вредност |
| - | -------------------------------- | -------- |
| 1 | Укупно појединачних домаћинстава | 2        |